# Řád za zásluhy v zemědělství (Madagaskar)
Řád za zásluhy v zemědělství (francouzsky: Ordre du Mérite Agricole) je státní vyznamenání Madagaskarské republiky. Založen byl roku 1962 a udílen je za zásluhy v zemědělství.

## Historie a pravidla udílení
Řád byl založen po vzoru francouzského Řádu za zásluhy v zemědělství zákonem č. 1753 ze dne 10. srpna 1962. Udílen je za vynikající zásluhy pro zemědělství.

## Třídy
Řád je udílen ve třech řádných třídách:
- komtur – Řádový odznak se nosí na stuze kolem krku.
- důstojník – Řádový odznak se nosí na stuze s rozetou nalevo na hrudi.
- rytíř – Řádový odznak se nosí na stuze bez rozety nalevo na hrudi.

## Insignie
Řádový odznak má tvar bíle smaltované šesticípé hvězdy se zlatým lemováním. Hvězda je položena na zlatém věnci. Uprostřed je kulatý zlatý medailon se stáním znakem Malgašské republiky (hlava zebu obklopená větvemi baobabu a lemovaná dvěma pšeničnými snopy). Medailon je lemovaný zeleně smaltovaným prstencem s nápisem REPOBLIKA MALAGASY. Na zadní straně je ve středu medailonu nápis MERITE AGRICOLE a zelený prstenec je zde bez nápisu. Ke stuze je odznak připojen pomocí přechodového prvku ve tvaru zlatého věnce.
Stuha z hedvábí je světle zelená se dvěma stejně širokými pruhy při obou okrajích v barvě červené a bílé.